# Ulysse (film, 1954)
Pour les articles homonymes, voir Ulysse (homonymie).
Pour plus de détails, voir Fiche technique et Distribution.
Ulysse (Ulisse) est un film italien (péplum) réalisé par Mario Camerini et sorti en 1954, tiré du poème épique l'Odyssée d'Homère. Ulysse est incarné par Kirk Douglas.

## Synopsis
Ulysse, roi de l'île d'Ithaque, est parti assiéger Troie avec les Grecs depuis dix ans déjà. Il parvient à mettre fin au siège de Troie grâce à la ruse du cheval de Troie. Les Grecs s'emparent alors de Troie et pillent la ville. Mais Ulysse s'attire la colère du puissant Poséidon, dieu de la mer, en profanant son temple. Ulysse mettra dix années à rentrer à Ithaque, poursuivi par la colère de Poséidon. C'est l'odyssée.
A Ithaque, l'épouse d'Ulysse, la reine Pénélope, s'efforce, pendant cette interminable attente, de tenir à distance ses nombreux prétendants qui la pressent d'épouser l'un d'entre eux pour succéder à Ulysse sur le trône. Convaincus qu'Ulysse est mort depuis longtemps, ils se sont installés au Palais sous l'égide d'Antinoos, et accaparent sans vergogne les richesses et les terres d'Ulysse. Pénélope promet d'épouser l'un d'entre eux après avoir achevé le tissage de sa grande tapisserie. Mais, chaque nuit, elle défait secrètement l'ouvrage de la veille. Télémaque, fils d'Ulysse et de Pénélope, ne supporte plus le comportement scandaleux des prétendants et décide de se lancer à la recherche de son père.
Pendant ce temps, sur l'île voisine de Phéacie (l'actuelle Corfou), la princesseNausicaa et ses servantes découvrent un naufragé échoué sur le rivage. C'est Ulysse qui, brisé par son calvaire, a complètement perdu la mémoire, ignorant jusqu'à son propre nom. La jeune Nausicaa ne tarde pas à s'éprendre d'Ulysse, qui a trouvé refuge chez les parents, le roi Alcinoos et la reine Arété. Ulysse et Nausicaa décident de se marier. Mais le jour même de leur union, Ulysse retourne sur le rivage et contemple longuement la mer. Il se souvient alors qu'il s'appelle Ulysse, que son embarcation a subi une terrible tempête. 
En remontant le fil de ses souvenirs, il se revoit débarquer sur une île inconnue, ses compagnons et lui. Affamés, ils s'introduisent dans la caverne du cyclope Polyphème, et commencent à dévorer ses brebis. Mais, à son retour, le fils de Poséidon barre l'entrée de la grotte avec d'énormes rochers puis engloutit l'un des hommes d'Ulysse. Alors que le monstre se plaint du goût fade de la chair humaine, Ulysse convainc Polyphème d'aller cueillir du raisin pour faire du vin. Après le départ de Polyphème, qui a pris soin de les enfermer, Ulysse et ses hommes préparent un pieu durci à la flamme pour crever l'œil unique du cyclope après l'avoir saoulé. Le plan réussit. Ulysse provoque ensuite le cyclope aveuglé, qui s'empare, dans son délire, du rocher obstruant l'entrée de la grotte pour le jeter sur les Grecs. Les Grecs parviennent à se faufiler à l'extérieur et à reprendre la mer sous les projectiles lancés au hasard par le Cyclope blessé.
Quelque temps après, le navire d'Ulysse passe devant le rocher des Sirènes. Pour résister à leur chant envoûtant, Ulysse se fait solidement attacher au mât pendant que ses hommes se bouchent les oreilles avec de la cire. Il souffre terriblement car il ne peut rejoindre les sirènes, qui le tourmentent en imitant les voix des êtres aimés. Ses hommes et lui parviennent cependant à poursuivre leur périple.
Un étrange courant entraîne bientôt le navire vers une autre île. Laissant ses hommes explorer le lieu, Ulysse finit par constater qu'ils ont mystérieusement disparu. Ils ont en fait été capturés et transformés en porcs par la maîtresse de l'île, la sorcière Circé. Celle-ci tombe amoureuse d'Ulysse après avoir entendu le récit de ses actes héroïques. Circé rend à ses hommes leur forme originelle, mais parvient un temps à garder Ulysse auprès d'elle. Cela les pousse à prendre la mer sans Ulysse, désireux qu'ils sont de rentrer chez eux au plus vite, en ignorant la mise en garde de Circé. Ils périssent tous dans une tempête déchaînée par Poséidon. Accusant Circé de les avoir laissés mourir et déterminé à retrouver ceux qui l'aiment, Ulysse commence à construire un radeau. Pour le retenir, Circé lui promet une vie éternelle à ses côtés. Elle invoque tous les morts inutiles, dont l'équipage d'Ulysse et ses compagnons d'armes perdus à Troie. Mais Anticlée, mère d'Ulysse récemment décédée, apparaît devant son fils et lui révèle le sort de Pénélope. Circé doit le laisser partir, bravant une fois encore la colère de Poséidon.
Ayant recouvré la mémoire, et après avoir révélé son identité, Ulysse repart en mer, brisant le cœur de Nausicaa. Après avoir débarque discrètement débarqué à Ithaque, il retourne au palais déguisé en mendiant. Il parvient à rencontrer Pénélope, en se faisant passer pour un vieil ami de son époux. Il constate la fidélité et le désespoir de celle qu'il n'a jamais cessé d'aimer. Il lui propose d'organiser un concours pour déterminer le prétendant qui l'épousera : il s'agit, avec l'arc d'Ulysse, de tirer une flèche à travers une douzaine de têtes de hache. En repartant, il s'arrête pour caresser son vieux chien de chasse Argos. Télémaque, surprenant cette scène, prend conscience que ce mendiant n'est autre que son père, le valeureux Ulysse.
Le lendemain, Pénélope organise le concours de tir à l'arc, auquel prend part Ulysse, toujours déguisé. Alors que les prétendants ne parviennent pas à bander l'arc, Ulysse les provoque pour qu'ils le laissent essayer et réussit son tir, révélant ainsi son identité. Avec l'aide de Télémaque et des serviteurs qui lui sont encore fidèles, Ulysse verrouille les lieux et élimine un à un tous les prétendants. La fin est heureuse : Ulysse et Pénélope vont enfin se retrouver après vingt ans de cruelle séparation.

## Fiche technique
Sauf indication contraire, les informations mentionnées dans cette section peuvent être confirmées par la base de données cinématographiques IMDb,  présente dans la section « Liens externes ».
- Titre original italien : Ulisse
- Titre français : Ulysse
- Réalisation : Mario Camerini, assisté de Serge Vallin
- Scénario : Franco Brusati, Mario Camerini, Ennio de Concini, Hugh Gray, Ben Hecht, Ivo Perilli et Irwin Shaw d'après L'Odyssée d'Homère
- Dialogues français : Josette France
- Décors : Flavio Mogherini
- Costumes : Giulio Coltellacci, Madame Grès
- Photographie : Harold Rosson
- Son : Mauro Zambuto, Bernard Held
- Effets spéciaux : Eugen Shuftan
- Montage : Léo Cattozzo
- Musique : Alessandro Cicognini
- Pays de production :  Italie
  - Langue originale : italien
- Prises de vue : début le 18 mai 1953 en Italie[1],[2]
  - Intérieurs : Studios Ponti-De Laurentiis (Rome)[2]
  - Extérieurs[2] :
    - Italie
    - Côtes d'Afrique du Nord
    - Diverses îles (non renseignées) des mers Méditerranée et Adriatique
- Producteurs : Dino De Laurentiis, Carlo Ponti, William W. Schorr
- Sociétés de production : Lux Films (Italie), Zénith Films (France), Paramount Pictures[2]
- Sociétés de distribution : Paramount Pictures, Les Acacias (France), Tamasa Distribution (France)
- Format : couleur par Technicolor — 35 mm — 1.37:1 — Relief 3D — son monophonique (Western Electric Recording)
- Genre : aventure, péplum, mythologie, fantasy
- Durée : 100[3] minutes
- Dates de sortie : 
  - Italie : 6 octobre 1954
  - France : 23 novembre 1954
- Classification :
  - France : Tous publics, Art et Essai (visa d'exploitation no 15868 délivré le 20 décembre 1954)

## Distribution
- Kirk Douglas (VF : Roger Rudel) : Ulysse
- Silvana Mangano (VF : Camille Fournier) : Circé/Pénélope
- Anthony Quinn (VF : Jean Violette) : Antinoos
- Rossana Podestà (VF : Jeanine Freson) : Nausicaa
- Jacques Dumesnil (VF : lui-même) : Alcinoos
- Sylvie (VF : elle-même) : Euryclée
- Daniel Ivernel (VF : lui-même) : Euryloque
- Franco Interlenghi : Télémaque
- Elena Zareschi (VF : Lita Recio) : Cassandre
- Evi Maltagliati : Anticlée
- Ludmila Dudarova (VF : Hélène Tossy) : Arété[4], mère de Nausicaa
- Piero Lulli : Achille
- Ferruccio Stagni (VF : Richard Francœur) : Mentor
- Alessandro Fersen : Diomède
- Oscar Andriani : Calops
- Umberto Silvestri (VF : Pierre Morin) : Polyphème / Cracos
- Gualtiero Tumiati : Laërte
- Mario Feliciani (VF : Maurice Dorléac) : Eurymaque
- Michele Riccardini : Leodes, un prétendant
- Andrea Aureli : Ctesippos, un prétendant
- Andrea Bosic : Agamemnon
- Walter Brandi (VF : Hubert Noël) : Agélaos, un prétendant
- Piero Pastore : Léocrite, un compagnon d'Ulysse
- Goliarda Sapienza : Eurimione
- Benito Stefanelli : Elatos
- Edoardo Toniolo : un prétendant
- Riccardo Garrone (VF : Roger Til) : un prétendant
- Alberto Lupo (VF : Jacques Beauchey) : un prétendant
- Aldo Pini : Polites, compagnon d’Ulysse
- Amerigo Santarelli : lutteur avec Cracos
- Renato Malavasi : conseiller d'Alsinoos
- Massimo Pietrobon : compagnon d'Ulysse

## Autour du film
- Les costumes de Silvana Mangano ont notamment été conçus par Madame Grès, célèbre créatrice de la maison de haute couture du même nom, établissement disparu en 1987 et dont seule la marque Parfums Grès a survécu[5].
- Le « cyclope », d'environ 10 mètres de hauteur, était actionné mécaniquement par des fils et un soufflet[2].
- Les armures et armes ont été prêtées par les musées d'Athènes, Naples et Rome[2].
- La production avait prévu de tourner quelques scènes dans l'île d'Ithaque, mais un tremblement de terre l'en a empêchée[2].
- Les auteurs du film ignoraient comment on fabrique le vin : les grecs foulent les raisins, Ulysse en recueille le jus et le donne directement à boire au cyclope.

## DVD
- Le film a fait l'objet à ce jour de deux éditions en France, chez deux éditeurs différents :
  - Édition simple le 12 janvier 2000 chez Film Office Distribution au format 1.33:1 plein écran en français 1.0 mono sans sous-titres. En supplément, le documentaire L'Iliade et l'Odyssée au cinéma[6].
  - Édition simple le 7 septembre 2010 chez Universal Pictures Vidéo France au format 1.33:1 plein écran en français 1.0 mono sans sous-titres. Pas de supplément[7].